# Schmalspurbahnen in Oberlettland
| Feldbahn-Bahnhof Jelowka (Eglaine) mit einer Brigadelok |                     |                                              |                                              |
| Deutschsprachige Streckenverlaufskarte, Herbst 1918 |                     |                                              |                                              |
| Spurweite: | 600 mm (Schmalspur) |                                              |                                              |
| |                     |                                              |                                              |
| \| \| \| Breitspurbahn Jelgava–Krustpils \| \| \| \| 0 \| Daudzeva(1950) (Daudsewas) \| Daudzeva(1950) (Daudsewas) \| \| \| \| Andžani(1950) \| \| \| \| \| Nach Sece(1956) \| \| \| \| 19 \| Sunākste(1950) \| Sunākste(1950) \| \| \| 27 \| Vārnava(1950) Vilcigi(1920) \| Vārnava(1950) Vilcigi(1920) \| \| \| \| Baznickrogs \| \| \| \| 34 \| Viesīte(1950) (Eckengrafen) \| Viesīte(1950) (Eckengrafen) \| \| \| \| \| \| \| \| 39 \| Ževaldi(1950) Rimsani(1920) \| Ževaldi(1950) Rimsani(1920) \| \| \| 45 \| Sauka(1950) \| Sauka(1950) \| \| \| 49 \| Lone(1950) \| Lone(1950) \| \| \| 55 \| Rempi(1950) \| Rempi(1950) \| \| \| 61 \| Nereta(1950) (Nerft) \| Nereta(1950) (Nerft) \| \| \| \| Altone(1920) \| \| \| \| \| Suvainakis(1920) \| \| \| \| \| Nach Panemunis, Pandėlys und Skapiškis(1920) \| \| \| \| 29 \| Jodeli(1950) \| Jodeli(1950) \| \| \| 25 \| Žaka(1950) \| Žaka(1950) \| \| \| 21 \| Salas(1950) \| Salas(1950) \| \| \| 340 \| Jēkabpils(1950) (Jakobstadt bei Kreutzburg) \| Jēkabpils(1950) (Jakobstadt bei Kreutzburg) \| \| \| 8 \| Aldaune(1950) Kaži(1920) (Vorwerk Kasch)[1] \| Aldaune(1950) Kaži(1920) (Vorwerk Kasch)[1] \| \| \| 14 \| Ermite(1950) Radiņi(1920) \| Ermite(1950) Radiņi(1920) \| \| \| \| \| \| \| \| 18 \| Siliņi(1950) \| Siliņi(1950) \| \| \| +31 \| Elkšni(1950) \| Elkšni(1950) \| \| \| 20 \| Lačkalni(1950) Lači(1920) \| Lačkalni(1950) Lači(1920) \| \| \| \| Buflukrogs \| \| \| \| 24 \| Vidsala(1950) \| Vidsala(1950) \| \| \| \| Silaklavs \| \| \| \| 33 \| Berzgale(1950) \| Berzgale(1950) \| \| \| 38 \| Zasa(1950) \| Zasa(1950) \| \| \| \| Nach Vandani[2] \| \| \| \| 44 \| Dignaja(1950) \| Dignaja(1950) \| \| \| 49 \| Geldani(1950) \| Geldani(1950) \| \| \| \| \| \| \| \| 53 \| Slate(1950) Stagari(1920) \| Slate(1950) Stagari(1920) \| \| \| \| Kurilas(1920) \| \| \| \| 58 \| Susēja(1950) \| Susēja(1950) \| \| \| 62 \| Radze(1950) \| Radze(1950) \| \| \| 65 \| Aknīste(1950) (Oknist) \| Aknīste(1950) (Oknist) \| \| \| \| Nach Rokiaķis(1920) \| \| \| \| \| Kaldabruņa(1920) (Kaltenbrunn)[1] \| \| \| \| \| nach Tadenava[2] \| \| \| \| \| \| \| \| \| \| Červonka(1920) \| \| \| \| \| Gulbiene(1920) \| \| \| \| \| Balta muiža(1920) \| \| \| \| \| Subate(1920) \| \| \| \| \| Nach Obelji(1920) \| \| \| \| \| Pudani(1920) \| \| \| \| \| Bebrene(1920) \| \| \| \| \| Nach Kutniki und Dviete (Dweten) \| \| \| \| \| Uljani(1920) \| \| \| \| \| Kaupiški(1920) \| \| \| \| \| Laši(1920) \| \| \| \| \| Nach Pilskalne[2] \| \| \| \| \| Eglaine (Jelowka)(1920) \| \| \| \| \| Breitspurbahn Radviliškis–Daugavpils \| \| \| \| \| Rauda (Rautensee)(1918) \| \| \| \| \| Nach Pakulischki(1918) \| \| \| \| \| Zum Vorwerk Ahlen(1918) \| \| \| \| \| Gribowka(1918) \| \| \| \| \| Nach Steinensee(1918) \| \| \| \| \| Likarty(1918) \| \| \| \| \| Nach Powy(1918) \| \| \| \| \| Gailutischki(1918) \| \| \| \| \| Zum Berkhof bei Dünaburg(1918) \| \| \| \| \| Tschorny Brod(1918) \| \| \| \| \| Breitspurbahn Vilnius–Daugavpils \| \| \| \| \| \| \| \| Quellen: [3] \| \| \| \| |                     |                                              |                                              |
| Bahnhof quer |                     | Breitspurbahn Jelgava–Krustpils              | Breitspurbahn Jelgava–Krustpils              |
| Kopfbahnhof Streckenanfang (Strecke außer Betrieb) | 0                   | Daudzeva(1950) (Daudsewas)                   | Daudzeva(1950) (Daudsewas)                   |
| Haltepunkt / Haltestelle (Strecke außer Betrieb) |                     | Andžani(1950)                                | Andžani(1950)                                |
| Abzweig geradeaus und nach links (Strecke außer Betrieb) |                     | Nach Sece(1956)                              | Nach Sece(1956)                              |
| Haltepunkt / Haltestelle (Strecke außer Betrieb) | 19                  | Sunākste(1950)                               | Sunākste(1950)                               |
| Haltepunkt / Haltestelle (Strecke außer Betrieb) | 27                  | Vārnava(1950) Vilcigi(1920)                  | Vārnava(1950) Vilcigi(1920)                  |
| Blockstelle (Strecke außer Betrieb) |                     | Baznickrogs                                  | Baznickrogs                                  |
| Bahnhof (Strecke außer Betrieb) | 34                  | Viesīte(1950) (Eckengrafen)                  | Viesīte(1950) (Eckengrafen)                  |
| Strecke von links (außer Betrieb) · Abzweig geradeaus, nach rechts und von rechts (Strecke außer Betrieb) |                     |                                              |                                              |
| Haltepunkt / Haltestelle (Strecke außer Betrieb) · Strecke (außer Betrieb) | 39                  | Ževaldi(1950) Rimsani(1920)                  | Ževaldi(1950) Rimsani(1920)                  |
| Haltepunkt / Haltestelle (Strecke außer Betrieb) · Strecke (außer Betrieb) | 45                  | Sauka(1950)                                  | Sauka(1950)                                  |
| Haltepunkt / Haltestelle (Strecke außer Betrieb) · Strecke (außer Betrieb) | 49                  | Lone(1950)                                   | Lone(1950)                                   |
| Haltepunkt / Haltestelle (Strecke außer Betrieb) · Strecke (außer Betrieb) | 55                  | Rempi(1950)                                  | Rempi(1950)                                  |
| Bahnhof (Strecke außer Betrieb) · Strecke (außer Betrieb) | 61                  | Nereta(1950) (Nerft)                         | Nereta(1950) (Nerft)                         |
| Blockstelle (Strecke außer Betrieb) · Strecke (außer Betrieb) |                     | Altone(1920)                                 | Altone(1920)                                 |
| Blockstelle (Strecke außer Betrieb) · Strecke (außer Betrieb) |                     | Suvainakis(1920)                             | Suvainakis(1920)                             |
| Strecke nach rechts (außer Betrieb) · Strecke (außer Betrieb) |                     | Nach Panemunis, Pandėlys und Skapiškis(1920) | Nach Panemunis, Pandėlys und Skapiškis(1920) |
| Haltepunkt / Haltestelle (Strecke außer Betrieb) | 29                  | Jodeli(1950)                                 | Jodeli(1950)                                 |
| Haltepunkt / Haltestelle (Strecke außer Betrieb) | 25                  | Žaka(1950)                                   | Žaka(1950)                                   |
| Haltepunkt / Haltestelle (Strecke außer Betrieb) | 21                  | Salas(1950)                                  | Salas(1950)                                  |
| Strecke (außer Betrieb) · Kopfbahnhof Streckenanfang (Strecke außer Betrieb) | 340                 | Jēkabpils(1950) (Jakobstadt bei Kreutzburg)  | Jēkabpils(1950) (Jakobstadt bei Kreutzburg)  |
| Strecke (außer Betrieb) · Haltepunkt / Haltestelle (Strecke außer Betrieb) | 8                   | Aldaune(1950) Kaži(1920) (Vorwerk Kasch)     | Aldaune(1950) Kaži(1920) (Vorwerk Kasch)     |
| Strecke (außer Betrieb) · Haltepunkt / Haltestelle (Strecke außer Betrieb) | 14                  | Ermite(1950) Radiņi(1920)                    | Ermite(1950) Radiņi(1920)                    |
| Abzweig geradeaus, nach links und von links (Strecke außer Betrieb) · Strecke nach rechts (außer Betrieb) |                     |                                              |                                              |
| Bahnhof (Strecke außer Betrieb) | 18                  | Siliņi(1950)                                 | Siliņi(1950)                                 |
| Betriebs-/Güterbahnhof Streckenanfang und quer (Strecke außer Betrieb) · Abzweig geradeaus und nach rechts (Strecke außer Betrieb) | +31                 | Elkšni(1950)                                 | Elkšni(1950)                                 |
| Haltepunkt / Haltestelle (Strecke außer Betrieb) | 20                  | Lačkalni(1950) Lači(1920)                    | Lačkalni(1950) Lači(1920)                    |
| Blockstelle (Strecke außer Betrieb) |                     | Buflukrogs                                   | Buflukrogs                                   |
| Haltepunkt / Haltestelle (Strecke außer Betrieb) | 24                  | Vidsala(1950)                                | Vidsala(1950)                                |
| Blockstelle (Strecke außer Betrieb) |                     | Silaklavs                                    | Silaklavs                                    |
| Haltepunkt / Haltestelle (Strecke außer Betrieb) | 33                  | Berzgale(1950)                               | Berzgale(1950)                               |
| Haltepunkt / Haltestelle (Strecke außer Betrieb) | 38                  | Zasa(1950)                                   | Zasa(1950)                                   |
| Abzweig geradeaus und nach links (Strecke außer Betrieb) |                     | Nach Vandani                                 | Nach Vandani                                 |
| Haltepunkt / Haltestelle (Strecke außer Betrieb) | 44                  | Dignaja(1950)                                | Dignaja(1950)                                |
| Haltepunkt / Haltestelle (Strecke außer Betrieb) | 49                  | Geldani(1950)                                | Geldani(1950)                                |
| Strecke von links (außer Betrieb) · Abzweig geradeaus, nach rechts und von rechts (Strecke außer Betrieb) |                     |                                              |                                              |
| Haltepunkt / Haltestelle (Strecke außer Betrieb) · Strecke (außer Betrieb) | 53                  | Slate(1950) Stagari(1920)                    | Slate(1950) Stagari(1920)                    |
| Blockstelle (Strecke außer Betrieb) · Strecke (außer Betrieb) |                     | Kurilas(1920)                                | Kurilas(1920)                                |
| Haltepunkt / Haltestelle (Strecke außer Betrieb) · Strecke (außer Betrieb) | 58                  | Susēja(1950)                                 | Susēja(1950)                                 |
| Haltepunkt / Haltestelle (Strecke außer Betrieb) · Strecke (außer Betrieb) | 62                  | Radze(1950)                                  | Radze(1950)                                  |
| Bahnhof (Strecke außer Betrieb) · Strecke (außer Betrieb) | 65                  | Aknīste(1950) (Oknist)                       | Aknīste(1950) (Oknist)                       |
| Strecke nach rechts (außer Betrieb) · Strecke (außer Betrieb) |                     | Nach Rokiaķis(1920)                          | Nach Rokiaķis(1920)                          |
| Blockstelle (Strecke außer Betrieb) |                     | Kaldabruņa(1920) (Kaltenbrunn)               | Kaldabruņa(1920) (Kaltenbrunn)               |
| Abzweig geradeaus und nach links (Strecke außer Betrieb) |                     | nach Tadenava                                | nach Tadenava                                |
| Abzweig geradeaus, nach links und von links (Strecke außer Betrieb) · Strecke von rechts (außer Betrieb) |                     |                                              |                                              |
| Blockstelle (Strecke außer Betrieb) · Strecke (außer Betrieb) |                     | Červonka(1920)                               | Červonka(1920)                               |
| Blockstelle (Strecke außer Betrieb) · Strecke (außer Betrieb) |                     | Gulbiene(1920)                               | Gulbiene(1920)                               |
| Blockstelle (Strecke außer Betrieb) · Strecke (außer Betrieb) |                     | Balta muiža(1920)                            | Balta muiža(1920)                            |
| Blockstelle (Strecke außer Betrieb) · Strecke (außer Betrieb) |                     | Subate(1920)                                 | Subate(1920)                                 |
| Strecke nach rechts (außer Betrieb) · Strecke (außer Betrieb) |                     | Nach Obelji(1920)                            | Nach Obelji(1920)                            |
| Blockstelle (Strecke außer Betrieb) |                     | Pudani(1920)                                 | Pudani(1920)                                 |
| Blockstelle (Strecke außer Betrieb) |                     | Bebrene(1920)                                | Bebrene(1920)                                |
| Abzweig geradeaus und nach links (Strecke außer Betrieb) |                     | Nach Kutniki und Dviete (Dweten)             | Nach Kutniki und Dviete (Dweten)             |
| Blockstelle (Strecke außer Betrieb) |                     | Uljani(1920)                                 | Uljani(1920)                                 |
| Blockstelle (Strecke außer Betrieb) |                     | Kaupiški(1920)                               | Kaupiški(1920)                               |
| Blockstelle (Strecke außer Betrieb) |                     | Laši(1920)                                   | Laši(1920)                                   |
| Abzweig geradeaus und von links (Strecke außer Betrieb) |                     | Nach Pilskalne                               | Nach Pilskalne                               |
| Dienststation / Betriebs- oder Güterbahnhof (Strecke außer Betrieb) |                     | Eglaine (Jelowka)(1920)                      | Eglaine (Jelowka)(1920)                      |
| Turmbahnhof (Strecke geradeaus außer Betrieb) |                     | Breitspurbahn Radviliškis–Daugavpils         | Breitspurbahn Radviliškis–Daugavpils         |
| Blockstelle (Strecke außer Betrieb) |                     | Rauda (Rautensee)(1918)                      | Rauda (Rautensee)(1918)                      |
| Abzweig geradeaus und nach links (Strecke außer Betrieb) |                     | Nach Pakulischki(1918)                       | Nach Pakulischki(1918)                       |
| Abzweig geradeaus und nach links (Strecke außer Betrieb) |                     | Zum Vorwerk Ahlen(1918)                      | Zum Vorwerk Ahlen(1918)                      |
| Blockstelle (Strecke außer Betrieb) |                     | Gribowka(1918)                               | Gribowka(1918)                               |
| Abzweig geradeaus und nach links (Strecke außer Betrieb) |                     | Nach Steinensee(1918)                        | Nach Steinensee(1918)                        |
| Blockstelle (Strecke außer Betrieb) |                     | Likarty(1918)                                | Likarty(1918)                                |
| Abzweig geradeaus und nach links (Strecke außer Betrieb) |                     | Nach Powy(1918)                              | Nach Powy(1918)                              |
| Blockstelle (Strecke außer Betrieb) |                     | Gailutischki(1918)                           | Gailutischki(1918)                           |
| Abzweig geradeaus und nach links (Strecke außer Betrieb) |                     | Zum Berkhof bei Dünaburg(1918)               | Zum Berkhof bei Dünaburg(1918)               |
| Betriebs-/Güterbahnhof Streckenende (Strecke außer Betrieb) |                     | Tschorny Brod(1918)                          | Tschorny Brod(1918)                          |
| Bahnhof quer |                     | Breitspurbahn Vilnius–Daugavpils             | Breitspurbahn Vilnius–Daugavpils             |
| |                     |                                              |                                              |
| Quellen: |                     |                                              |                                              |

Die Schmalspurbahnen in Oberlettland (lettisch Viesītes šaursliežu dzelzceļš, d. h. die Feldbahnen von Viesīte oder Ar Mazo Bānīti pa Sēliju, d. h. die Schmalspurbahnen von Sēlija) waren ein bis zu 280 km langes Feld- und Schmalspurbahn-Netzwerk mit einer Spurweite von 600 mm, das teilweise von 1916 bis 1972 betrieben und danach abgerissen wurde.

## Geschichte
Die Eisenbahnstrecken wurden während des Ersten Weltkriegs von 1915 bis 1916 vom deutschen Heer, Kriegsgefangenen, Zwangsarbeitern und der lettischen Bevölkerung gebaut, um die Ostfront entlang des Flusses Düna mit Waffen, Munition und Nachschub zu versorgen und die Truppen zu transportieren. In der Zwischenkriegszeit wurden die meisten Schmalspurbahnstrecken in das Netz der Lettischen Staatsbahnen aufgenommen und für den Personen- und Güterverkehr genutzt.

## Bau der militärischen Feldbahnen
1916 wurde mit tragbaren Gleisjochen eine 100 km lange Feldbahn von Skapiškis in Litauen über Viesīte nach Aldaune (Kaži) verlegt. Kurz danach wurde eine 120 km lange Strecke von Pasmalves (Litauen) über Eglaine nach Siliņi verlegt, wo sie in die Strecke Skapišķi-Aldaune einmündete. Zur gleichen Zeit wurden die Strecken Rokiškis-Aknīste-Geidāni (50 km) und Abeliai-Subate-Kaldabruņa (30 km) gebaut. Die beiden Strecken wurden in Kaldabruņa (Kaltenbrunn) verbunden, wo ein Gleisdreieck zum Wenden der Züge gebaut wurde. Die Stichstrecken Bebrene–Dviete und Zasa–Vandani führten zur Front an der Düna (diese Strecken wurden 1925–1927 abgebaut). In der zweiten Hälfte des Jahres 1916 wurde die Strecke Viesīte-Daudzeva gebaut, und in der Nähe von Daudzeva in Keikani wurde eine Zweigstrecke zum Dorf Sece errichtet.

## Bau der zivilen Waldbahn
Im Jahr 1932 wurde mit dem Bau der Waldbahn Siliņi–Elkšņi begonnen. Die Entscheidung für die Wahl der Spurweite von 600 mms fiel vor allem deshalb, weil noch Gleisjoche aus Militärbeständen frei verfügbar waren, z. B. wurden auf den Lagerplätzen noch Feldbahngleise mit Schienen auf Metallschwellen gelagert, die nach dem Abriss der Strecken Hasenpoth–Saldus, Geidānus–Eglaine und anderer militärischer Feldbahnstrecken keine neue Verwendung fanden. Am Bahnhof Silini war sie an das Eisenbahnnetz Viesite–Jēkabpils angeschlossen. Die ersten Bauarbeiten wurden am 15. März 1933 abgeschlossen.

## Zivile Nutzung in der Zwischenkriegszeit
Die Schmalspurbahn verband die größten Städte von Sēlija und mehrere Dörfer: Nereta, Viesīte, Jēkabpils, Aknīste und andere. In den 1920er und 1930er Jahren waren folgende Strecken in Betrieb:

### Daudzeva–Viesite

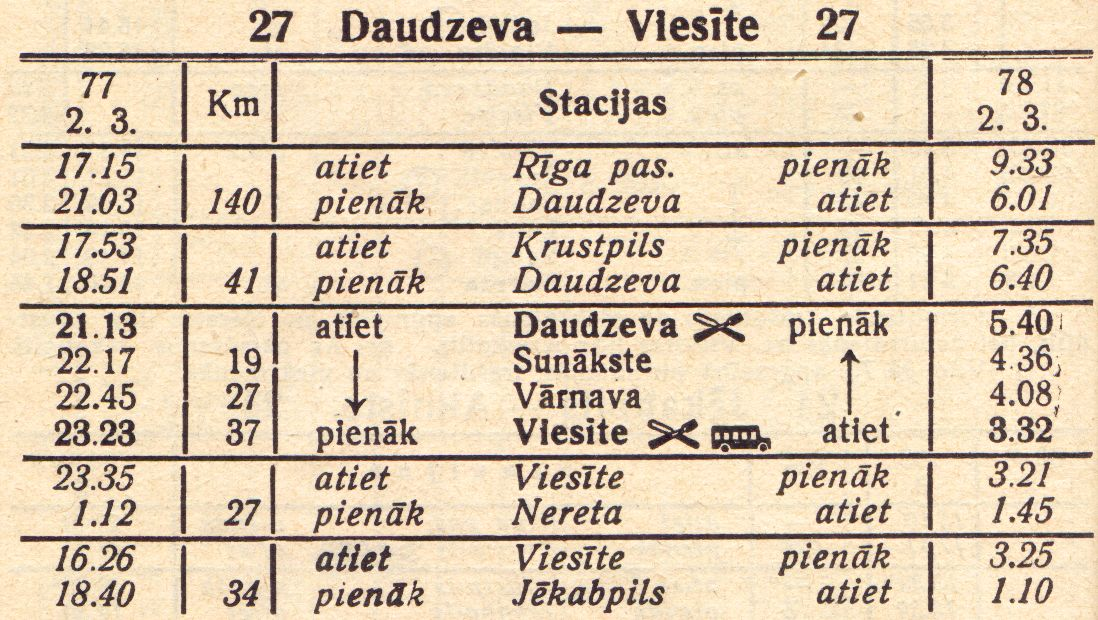
Daudzeva–Viesīte, 1940

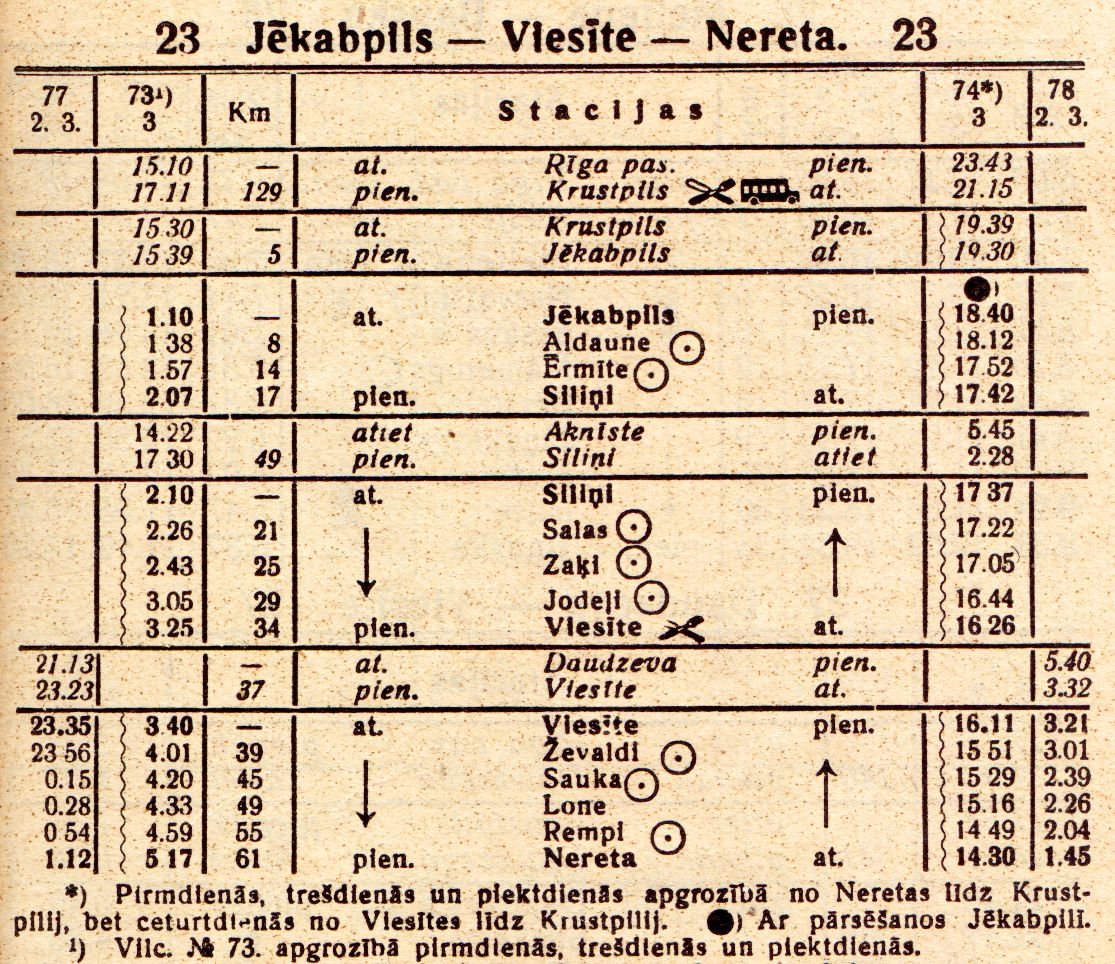
Jēkabpils–Nereta, 1940

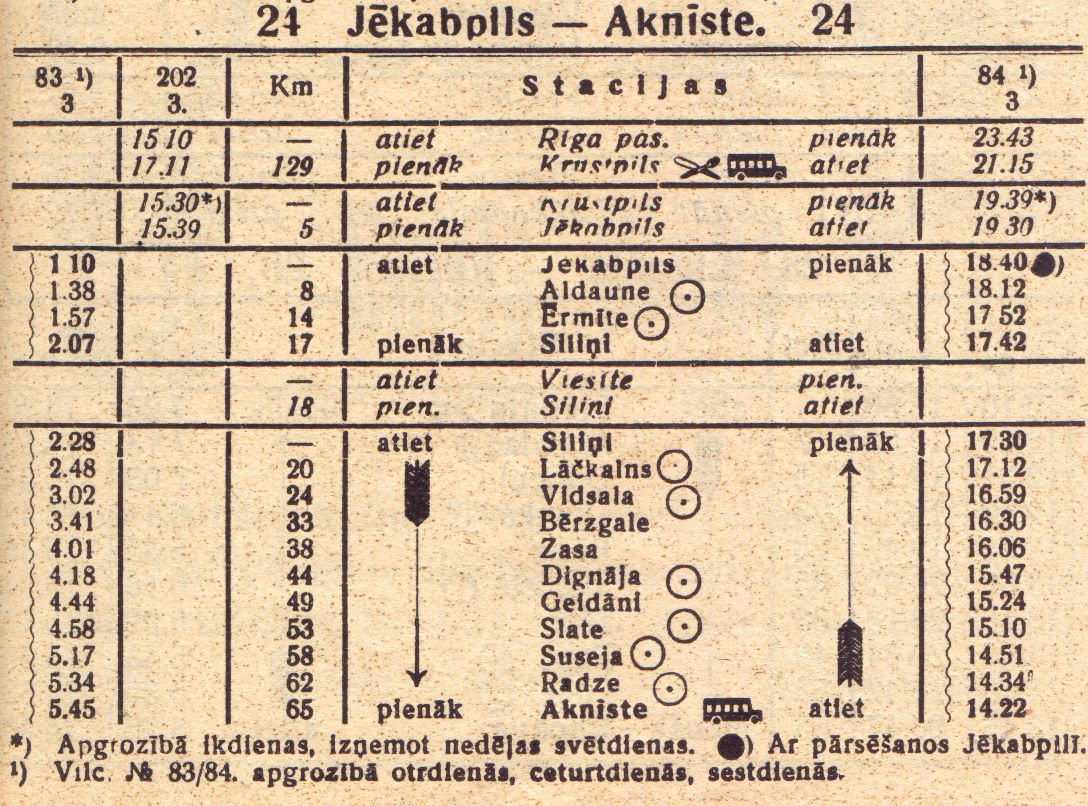
Jēkabpils–Aknīste, 1940

Die Strecke Daudzeva–Viesīte bestand bis 1972 und hatte ein hohes Verkehrsaufkommen, da sie in Daudzeva mit der Breitspurbahn Jelgava–Krustpils verband. Anfang der 1920er Jahre gab es auf dieser Strecke sechs Bahnhöfe und Haltestellen: Eķengrāve, Baznīckrogs, Vilciņi, Sunākste, Andžāni, Daudzeva. Im Jahr 1956 wurde für den Transport von Zuckerrüben eine Zweigstrecke vom Haltepunkt Andžāni nach Sece gebaut. Im Jahr 1966 wurde dieser Streckenabschnitt für den Personenverkehr stillgelegt. Der letzte Güterzug von Viesīte nach Daudzeva fuhr am 31. August 1972.

### Jēkabpils–Nereta
Die Strecke Jēkabpils–Nereta war Teil der Strecke Skapiškis–Viesīte–Aldaune (Kaži), die 1920 bis Jēkabpils verlängert wurde. Anfang der 1920er Jahre gab es 13 Bahnhöfe und Haltestellen auf der lettischen Seite dieser Strecke: Jēkabpils, Kaži, Radiņi, Siliņi, Birži, Zaķi, Jodeļi, Eķengrāve, Rimšāni, Lone, Rempi, Nereta und Altone bis zum Grenzübergang bei Suvainišķi (Litauen).
Der Personenverkehr auf dieser Strecke wurde bereits 1919 zwischen Suvainiškiai und Kažiai aufgenommen. Ab 1921 fuhren Personenzüge bis Nereta. Die Gleise zwischen Nereta und Suvainiškės wurden 1952 abgerissen. 1961 wurden die Abschnitte Jēkabpils-Siliņi und Nereta-Lone stillgelegt, und 1964 wurden die Gleise zwischen Lone und Viesīte abgebaut. Der Abschnitt Viesīte-Siliņi wurde 1972 abgerissen, nachdem der Schmalspurbahnbetrieb vollständig eingestellt worden war.

### Siliņi–Aknīste
Ein Teil der Strecke Siliņi–Aknīste war Teil der Strecke vom ehemaligen Bahnhof Zarasai-Pasmalvė in Litauen über Eglaine und Geidāni nach Siliņi und Rokiškis–Aknīste–Geidāni. Nach 1923 wurde der Betrieb auf den Abschnitten Eglaine–Geidani und Roķiškės–Aknīste eingestellt. Die Strecke Aknīste–Geidāni–Siliņi bestand bis 1964, als der Abschnitt Aknīste–Zasa stillgelegt wurde, aber laut der lettischen Eisenbahnkarte wurde der Betrieb auf dem Abschnitt Geidāni–Aknīste bereits 1962 eingestellt.

### Siliņi–Elkšņi
Die Zweigstrecke von Siliņi nach Elkšņi wurde 1932 für forstwirtschaftliche Zwecke gebaut und ab 1933 betrieben. Die Waldbahn führte über 80 Holzbrücken mit einer Gesamtlänge von 422 m und für die fliegenden Gleise wurden weitere 7 Brücken mit einer Länge von 45,5 m gebaut. Für die Gleisinfrastruktur wurden alte Heeresfeldbahngleise sowie 14 gebrauchte Weichen verwendet. Im Winter 1933/34 wurde der Patrupes-Zweig der Strecke Siliņi–Elkšni um 3 Kilometer verlängert, wodurch die Gesamtlänge der am 9. Februar 1934 fertiggestellten Bahnstrecke Siliņu–Elkšni 30,8 km betrug. Die Gesamtlänge der Gleise inklusive Umgehungs- und Bahnhofsgleise betrug 33,3 km.

## Schienenfahrzeuge
Während des Ersten Weltkriegs wurden aus Deutschland importierte Brigadeloks und Zwillings-Heeresfeldbahnlokomotiven eingesetzt.
Mitte der 1930er Jahre verkehrten auf der Bahn insgesamt 67 Personenwagen, Servicetriebwagen, kleine Schneepflüge und Dampflokomotiven der Baureihe Ml.

## Wichtige Bahnhöfe und andere Bauwerke
| Bild | Station o. Bauwerk                   | Beschreibung |
| ---- | ------------------------------------ | --- |
|      | Bahnhof Viesīte                      | Der Bahnhof Viesīte (bis 1921 Āži und bis 1927 Eķengrāve) war der größte Feldbahn-Bahnhof des Netzwerks. Die Eisenbahn verwandelte das kleine Dorf in eine der größeren Städte von Selija. Der Bahnhof verfügte über 52 Weichen, ein Depot, Bäder, ein Bahnhofsgebäude, ein Buffet und andere Bahnhofsgebäude, von denen viele bis heute erhalten geblieben sind.                      |
|      | Bahnwärterhaus Eckengraf (Viesīte)   | In Viesīte herrschte Tag und Nacht reger Betrieb, so dass ein kleines Bahnwärterhaus für die Weichensteller errichtet wurde. |
|      | Station Nerft (Bahnhof Nereta)       | Gemischte Züge, die zugleich Güterwagen und Personenwagen beförderten waren in der Zwischenkriegszeit üblich. Das Rangieren der Güterwagen war zeitaufwendig und führte bei hohem Verkehrsaufkommen unweigerlich zu Verspätungen. |
|      | Bahnhof Nereta                       | Während des Ersten Weltkrieges gab es im Bahnhof Nereta acht Gleise und einen hölzernen Lokschuppen für sechs Lokomotiven, der jedoch abbrannte. Im Jahr 1927 wurde in Nereta ein steinernes Bahnhofsgebäude errichtet (Architekt L. Grīnberga), und später in den 1930er Jahren wurden ein kleines Depot und ein Wohnhaus gebaut. Heute ist nur noch das hölzerne Lagerhaus erhalten. |
|      | Strecke Lassen-Bewern (Laši-Bebrene) | Feldbahn im Schnee im Winter 1916–1917. |
|      | Feldbahn-Bahnhof Rautensee           | Der viergleisige Feldbahn-Bahnhof Rautensee wurde am gleichnamigen Gutshof auf dem offenem Feld verlegt. |
|      | Bahnhofsgebäude Rautensee            | Das Bahnhofs- und Feldbahnpersonal konnte sich für dienstliche Aufgaben in einer aus Holz errichteten Baracke vor den Witterungseinflüssen schützen, das mit einem Ortsschild verwechslungssicher gekennzeichnet war. |
|      | Felbahnbrücke                        | Zwischen Rautensee (Rauda) und Jelowka (Eglaine) überquerte die Bahn einen Sumpf auf einer langen Holzbrücke. |
|      | Feldbahn-Maschinen-Amt               | Die Dampflokomotiven wurden im Feldbahn-Maschinen-Amt in Jelowka (Eglaine) planmäßig gewartet und falls erforderlich repariert. |
|      | Dampf-Sägewerk                       | Die zum Bau von Brücken und Gebäuden erforderlichen Bretter und Balken wurden vom deutschen Heer im Dampf-Sägewerk in Jelowka maschinell bearbeitet. |
|      | Bade- und Entlausungsanstalt         | Die Bade- und Entlausungsanstalt in Jelowka diente der Körperhygiene. Insbesondere vor einem Heimaturlaub war eine Entlausung zwingend vorgeschrieben. |
|      | Tschorny Brod                        | Das südliche Streckenende lag am Breitspur-Bahnhof Tschorny Brod an der Bahnstrecke Wilna-Dünaburg. |